# آرثر فيشر
آرثر فيشر (14 ديسمبر 1882 في أستراليا - 9 يوليو 1968) (بالإنجليزية: Arthur Fisher)‏ هو لاعب كريكت أسترالي.

## وصلات خارجية
- آرثر فيشر على موقع أرشيف الشارخ.
- آرثر فيشر على موقع إي آس بي آن كريك إنفو (الإنجليزية)